# آفکام
آفکام (به انگلیسی: Ofcom) سازمان تنظیم‌کننده مقررات رسانه‌ای بریتانیا می‌باشد که در ۲۹ دسامبر ۲۰۰۳ تشکیل شد.
آفکام بر فعالیت‌های ایستگاه‌های رادیویی، تلویزیونی، خطوط ثابت دوربرد تلفنی و موبایل و بر امواج رادیویی وسائل بی‌سیم (از امواج رادیویی تاکسی‌ها تا امواج مورد استفاده قایق‌ها) نظارت می‌کند.
دفتر ارتباطات، که معمولاً به عنوان آفکام شناخته می شود، مرجع نظارتی و رقابتی مورد تایید دولت برای صنایع پخش، مخابرات و پست بریتانیا است. آفکام دارای قدرت های گسترده ای در بخش های تلویزیون، رادیو، مخابرات و پست است. این وظیفه قانونی دارد که از طریق ترویج رقابت و محافظت از مردم در برابر مواد مضر یا توهین آمیز، منافع شهروندان و مصرف کنندگان را نمایندگی کند.

## حوزه فعالیت
برخی از حوزه‌های اصلی که آفکام تنظیم می‌کند استانداردهای تلویزیون و رادیو، پهنای باند و تلفن، پلت‌فرم‌های اشتراک‌گذاری ویدیوی آنلاین، طیف بی‌سیم و خدمات پستی است. این سازمان تنظیم کننده در ابتدا توسط قانون دفتر ارتباطات در سال ۲۰۰۲ تأسیس شد و اختیارات کامل خود را از قانون ارتباطات ۲۰۰۳ دریافت کرد.

## تاریخچه
در ۲۰ ژوئن ۲۰۰۱ (۲۱ سال پیش)، سخنرانی ملکه در پارلمان بریتانیا، ایجاد آفکام را اعلام کرد. بدنه جدید، که قرار بود جایگزین چندین تنظیم کننده موجود شود، به عنوان یک "ابر تنظیم کننده" برای نظارت بر کانال های رسانه ای که از طریق انتقال دیجیتال به سرعت در حال همگرایی بودند، در نظر گرفته شد.
در ۲۹ دسامبر ۲۰۰۳ (۱۹ سال پیش)، آفکام راه اندازی شد و رسماً وظایفی را که قبلاً مسئولیت پنج تنظیم کننده مختلف بود به ارث برد:
1. کمیسیون استانداردهای صدا و سیما
2. کمیسیون مستقل تلویزیون
3. دفتر مخابرات (Oftel)
4. اداره رادیو
5. آژانس ارتباطات رادیویی

در ژوئیه ۲۰۰۹، دیوید کامرون، رهبر حزب محافظه کار، رهبر مخالفان، در یک سخنرانی علیه تکثیر کوانگوها به آفکام اشاره کرد:
"با یک دولت محافظه‌کار، همانطور که می‌دانیم آفکام دیگر وجود نخواهد داشت... وظایفش محدود به نقش‌های فنی و اجرایی محدود خواهد بود. دیگر نقشی در سیاست‌گذاری ایفا نخواهد کرد. و کارکردهای سیاست‌گذاری که امروز دارد، خواهد بود. به طور کامل به وزارت فرهنگ، رسانه و ورزش منتقل شود.»
- دیوید کامرون 